# Bordetella
Bordetellasläktet har fått sitt namn Bordetella efter Jules Bordet och det innehåller cirka 10 kända bakteriearter (stammar). De är små, gramnegativa, icke sporbildande och i flertalet fall icke rörliga korta stavbakterier (kockobaciller) som är katalaspositiva och generellt svårdiagnostiserade.
Kikhostebakterien, Bordetella pertussis, är den vanligaste arten, som kan orsaka sjukdom hos människa och den är även typbakterien för hela släktet. Det finns visserligen rapporterat för i princip samtliga arter, att de kan orsaka sjukdom hos människa, men i praktiken är det begränsat till sjukdomar som orsakas av B. pertussis, B. parapertussis och möjligen B. hinzii, då infektioner med de andra arterna är mycket eller extremt sällsynta. Med kanske undantag av B. avium gäller det också sjukdom hos djur. Även då ett isolat har erhållits, är det ofta svårt att artbestämma, vilken av de olika bordertellaarterna det är fråga om, även när PCR och andra molekylärbiologiska metoder används.
Smittspridningen till människa sker främst som droppsmitta vid kikhosta och motsvarande även för B. parapertussis är det främst med luftvägssekret. I övrigt är smittvägarna ofullständigt kartlagda.

## Morfologi
Bordetella är små (0.2 - 0.7 µm), gram-negativa icke sporformande kockoida stavbakterier i stammen Proteobakterier. Alla arter i släktet Bordetella, med undantag för B. petrii, är aeroba, samt extremt kräsna, eller svåra att skapa kulturer av, men kan odlas i medium. Tre arter kan orsaka sjukdomar hos människor (B. pertussis, B. parapertussis, B. bronchiseptica); en av dessa (B. bronchispetica) är också rörlig.

## Sjukdomar
B. pertussis och emellanåt B. parapertussis orsakar kikhosta hos människor, och en del B. parapertussis-stammar kan infektera får. B. bronchiseptica infekterar sällan friska människor. Dock har sjukdomar hos patienter med försvagat immunförsvar rapporterats. B. bronchiseptica orsakar flera sjukdomar i andra däggdjur, inkluderat kennelhosta och atrofisk rhinit i hundar respektive grisar. Andra medlemmar i släktet kan orsaka likartade sjukdomar i andra däggdjur och fåglar (B. hinzii, B. avium).

## Virulens och patogenicitet
Det mest grundligt studerade av Bordetella-arterna är B. bronchiseptica, B. pertussis och B. parapertussis. De bakterier som har förmågan att orsaka sjukdomar i luftstrupen har också blivit undersökta, fast inte lika noggrant. Överföring av sjukdomen brukar ske genom direkt kontakt, via luftburna salivdroppar eller fomiter. Bakterier adsorberas först till cilierade epitelceller i de övre luftvägarna. Det här kan bakterien göra tack vare adhesiner på bakteriecellens yta. Dessa innefattar filamentöst hemagglutinin, pertaktin, fimbrier (pili) och pertussistoxin.

## Bordetella-arter
- Bordetella pertussis, orsakar vanlig kikhosta
- Bordetella bronchiseptica, förekommer vanligast bland djur
- Bordetella parapertussis